# 코토시풀밭쥐
코토시풀밭쥐(Akodon kotosh)는 비단털쥐과에 속하는 설치류이다. 2002년에 발견되어 2016년에 과학적으로 기술되었다. 종소명은 모식표본이 발견된 모식산지에서 남서쪽으로 30km 떨어진 콜럼버스 이전의 시대 고고학 지역 코토시(Kotosh) 지명에서 유래했다.

## 특징
꼬리 길이 71.5~100mm를 제외한 몸길이가 98.5~122mm이고, 뒷발 길이는 20~25.5mm이다. 몸무게는 알려져 있지 않다. 몸의 털은 짙은 올리브-갈색을 띤다. 등과 배 쪽 사이의 털 색이 뚜렷하게 구별되지 않는다.

## 분포 및 서식지
페루 우아누코 주 토착종으로 2곳의 모식산지, 카세리오 데 산 페드로 데 카르피시(Caserío de San Pedro de Carpish)와 코르디예라 데 카르피의 우아누코 우아나카우레 숲이 알려져 있다. 해발 2,400m 이상의 운무림에서 서식한다.